# Rio Gera

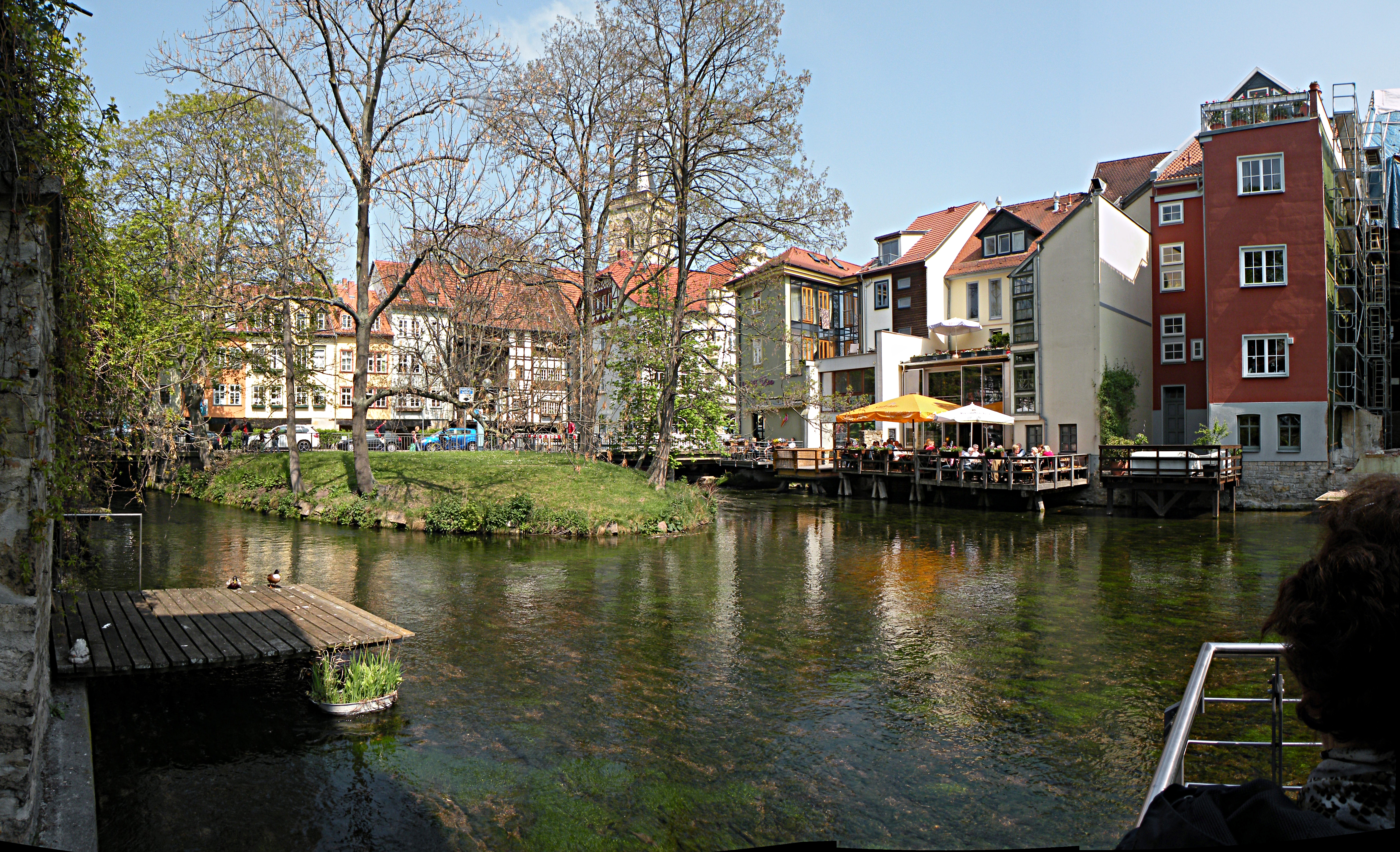
O rio Gera em Erfurt.

O rio Gera é um curso d'água na Turíngia, região central da Alemanha. É um afluente da margem direita do Unstrut. Origina-se na Floresta da Turíngia, a oeste de Ilmenau. O Gera é formado em Plaue, pela confluência dos rios Wilde Gera e Zahme Gera. Ele deságua no Unstrut em Straußfurt. O comprimento total do Gera (incluindo o Wilde Gera) é de 85 quilômetros (53 mi). As maiores cidades ao longo do Gera são Arnstadt e Erfurt. A cidade de Gera não se situa junto ao Rio Gera.
A Krämerbrücke é uma ponte habitada que se situa sobre o rio Gera em Erfurt. O nome original do Gera era Erphes  (do latim, marrom, de água barrenta), que sobreviveu no nome de Erfurt, vindo de "vau no rio Erphes".